# P.E.E.P - Zona di Gallerone
Il complesso residenziale P.E.E.P. del Gallerone è situato nel viale del Gallerone, nell'omonima località del comune di Pomarance.

## Storia
Dopo aver lavorato, nella seconda metà degli anni cinquanta, alla redazione del PRG del comune di Pomarance, Leonardo Savioli riceve l'incarico dalla stessa Amministrazione di studiare anche il piano per l'acquisizione di aree fabbricabili per l'edilizia popolare facente parte del II programma di sviluppo edilizio di Pomarance. Per il progetto, elaborato fra il 1971 e il 1972, Savioli si avvale della collaborazione di Danilo Santi, Giovanni Corradetti e Sergio Giobbi. Il PRG prevede che l'intervento sia attuato nella zona di espansione denominata Gallerone, posta a sud dell'edificato storico, oltre la via ex Massetana che unisce Saline con Larderello.
L'insediamento, dimensionato sulla base di 2 000 abitanti, è concepito per soddisfare le esigenze di un'utenza formata prevalentemente da operai. Il progetto prevede la realizzazione di un complesso residenziale attrezzato, dotato di tutti quei servizi necessari alla vita di quartiere; una struttura insediativa polifunzionale dove i luoghi per la residenza, l'istruzione, lo sport, risultano strettamente relazionati gli uni agli altri.
L'incarico professionale per il villaggio operaio di Pomarance diventa anche l'occasione, per il gruppo di progettisti fiorentini, per partecipare nel 1972 al concorso indetto dall'IN/ARCH e dall'ANIACAP sul tema delle tipologie edilizie residenziali a basso costo. Il concorso perseguiva come finalità quella di verificare lo stato delle ricerche svolte negli ultimi anni relativamente alla codificazione di un habitat alternativo per l'espansione urbana. Fra i 163 progetti presentati quello di Savioli ottiene il riconoscimento del primo posto ex aequo. La proposta insediativa, giudicata come una delle più convincenti, è convalidata anche da esperienze concrete, in parte già realizzate, e che quindi hanno già avuto un confronto con la realtà.
Il tipo edilizio proposto per la nuova struttura urbana di Pomarance è infatti concettualmente basato sulla sintesi dei principi che si ritrovano in Villa Bayon, progettata e realizzata a Firenze fra il 1965 e il 1972, il cui schema progettuale deriva dall'idea generale di creare una cellula abitativa di dimensioni fisse, da inserire al di sotto di un telaio in c.a. facente parte di una vasta unità d'abitazione. Mentre la "macrostruttura portante" rappresenta la parte fissa, lo spazio dell'abitazione contenuto all'interno della "microstruttura sottostante", è visto come spazio flessibile che ciascun utente può modellare sulla base dei propri bisogni.
L'insediamento così come progettato non ha avuto una verifica globale a scala urbana. Le difficoltà legate ai finanziamenti hanno significativamente ridotto le potenzialità del piano che nel ridimensionamento, subito nelle successive varianti, è stato snaturato e svuotato dei contenuti fondamentali della ricerca.

## La critica
Il progetto del villaggio operaio nel volterrano ha goduto di una buona fortuna critica. In occasione del concorso del '72 sono stati pubblicati vari articoli su periodici quali Domus e L'Architettura. Nel 1981 A. Acocella ha pubblicato Complessi residenziali nell'Italia degli anni '70 che riserva un intero capitolo all'illustrazione della metodologia progettuale dalla quale deriva il piano. Il catalogo pubblicato in occasione della mostra retrospettiva su Savioli, allestita nel 1995 all'Archivio di Stato di Firenze, tratta il villaggio di Pomarance in una delle schede dedicate ad alcune delle opere più significative della vasta produzione savioliana.

## Architettura
L'intervento sorge su un'area posta a sud della via ex Massetana che segna la separazione fra l'antico nucleo urbano di Pomarance e le più recenti espansioni edilizie.
Gli edifici fino ad oggi realizzati, che consistono in un'esigua parte rispetto a quelli previsti dal piano di progetto, interessano per lo più una direttrice di sviluppo orientata in senso est-ovest, che costituisce la viabilità interna principale. Essi sono disposti sul terreno, rivolto prevalentemente verso sud, adattandosi all'andamento abbastanza blando delle curve di livello. L'intera zona è caratterizzata da una vegetazione di colture basse e di bosco. La vasta area di verde pubblico, posta a nord dell'insediamento, oltre a rappresentare il naturale sbocco della vita cittadina costituisce anche una zona di filtro nei confronti dell'abitato preesistente che salvaguarda le caratteristiche ambientali del luogo.
La parziale realizzazione del piano di Pomarance, che ad oggi vede attuate solo in parte le idee del progetto originario, rende difficile valutare l'effettiva validità dell'ipotesi formulata da Savioli come proposta di un processo di crescita sul territorio. L'Immagine di un episodio urbano suggestivo, quale emerge dal bellissimo plastico cromato, conservato nello studio Savioli, che rappresenta a livello planivolumetrico la maglia urbana progettata, rimane un modello forse troppo in anticipo sulla realtà.
I principi fondamentali che ispiravano il progetto, basato sull'idea di una maglia strutturale fissa nella quale inserire liberamente le cellule abitative, sono riscontrabili sostanzialmente in soli due edifici fra quelli costruiti, localizzati a nord dell'insediamento in prossimità della vasta area di verde pubblico lambita dalla via ex Massetana. Il linguaggio figurativo e spaziale che si riflette nell'elemento formalmente dominante della copertura in aggetto e nella chiara iterazione delle unità volumetriche composte in serie lineare è riconducibile alla ricerca sulla cellula prefabbricata che Savioli affronta con rigorosa metodologia a partire dagli anni sessanta, prendendo così parte al dibattito urbanistico ed architettonico del momento in campo internazionale. Tuttavia, la proposta di Savioli di una città diversa, indipendente dalle limitazioni passate, trova, rispetto alle contemporanee utopie, una più giusta misura ed una maggiore concretezza nonostante gli esiti non del tutto soddisfacenti sul piano attuativo.
La mancata realizzazione del centro di quartiere con le attrezzature di interesse collettivo ha prodotto una realtà priva di qualità urbane, nel senso che non esiste un'organica integrazione di funzioni capace di riproporre in termini nuovi il senso della città antica, tema che invece costituisce la base delle premesse teoriche dalle quali scaturisce l'intera idea progettuale.